# MV tut gut.

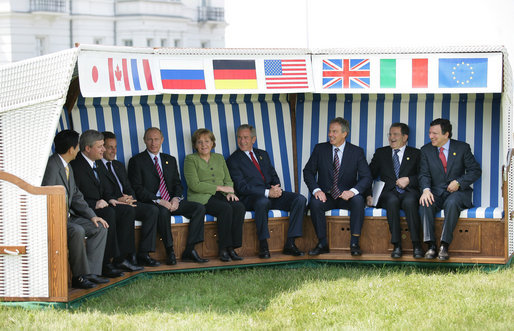
G8-Gipfeltreffen im Strandkorb

Der Slogan „MV tut gut.“ steht für die Marke Mecklenburg-Vorpommern und die seit 2004 laufende Landesmarketing-Kampagne Mecklenburg-Vorpommerns. Der Slogan hat den Charakter eines Landesmottos bzw. Wahlspruchs.
Die zugehörige Kampagne bewirbt das Bundesland im Image-, Standort- und Tourismusmarketing. Ziel der Landesmarketingkampagne ist, die Stärken und Potenziale Mecklenburg-Vorpommerns bekannter zu machen und mit den Kernbereichen Wirtschaft, Gesundheit, Natur und Ernährung, Tourismus, Kultur, Bildung und Wissenschaft zu verknüpfen. Dabei soll national und international ein einheitliches, wiedererkennbares Bild des Landes geschaffen werden. Unter dem Dach des Landesmarketings werden die Themen mit gemeinsamem Absender präsentiert. Die Marke Mecklenburg-Vorpommern (MV) fungiert dabei als Klammer aller Marketingaktivitäten und steht im Mittelpunkt der Kommunikation.
Die Umsetzung der Kampagne liegt beim Landesmarketing MV, das der Staatskanzlei des Landes zugeordnet ist.

## Hintergrund
Unter dem Slogan „MV tut gut.“ soll sich Mecklenburg-Vorpommern als „norddeutsch“, „maritim“ und Land mit „Freiraum“ präsentieren. Das Landesmarketing verantwortet dabei auch das Corporate Design der Landesinstitutionen.
Das zentrale Symbol des Landesmarketings MV und damit das Markenzeichen Mecklenburg-Vorpommerns ist mittlerweile der Strandkorb. Im Jahr 2007 wurde dieser im Rahmen des G8-Gipfels in Heiligendamm weltweit bekannt, als die Gipfel-Teilnehmer in einer Sonderanfertigung des Strandkorbes abgelichtet wurden. Die Marke Mecklenburg-Vorpommern tritt national und international mit MV tut gut. und Best of Northern Germany auf. 2013 wurde der Kampagne die inhaltliche Leitidee Land zum Leben hinzugefügt. Mit ihr sollen die Stärken des Landes als Standort zum Studieren, Forschen, Investieren, zum Arbeiten und Leben untersetzt und argumentativ verstärkt werden. In allen Werbeauftritten des Landes, u. a. in Eigenmedien, im Internet, in Anzeigen, auf Plakaten und zuletzt in drei Werbespots wird die Botschaft Land zum Leben als Kernbotschaft vermittelt. Unterkampagne von MV tut gut. ist die Kampagne Studieren mit Meerwert, die gezielt den Studienstandort Mecklenburg-Vorpommern bewirbt.

## Auszeichnungen
Die Marketing-Kampagne wurde unter anderem 2007 mit dem European Excellence Award, dem Politikaward sowie durch den Bundesverband der Kommunikatoren ausgezeichnet. Das PR-Motiv „Strandkorb im Ozeaneum“ wurde 2012 als eines der besten PR-Bilder des Jahres ausgezeichnet. Die Kampagne Studieren mit Meerwert erhielt 2011 den Internationalen Deutschen PR-Preis.